# Reifenberg (Weilersbach)
Reifenberg ist ein Gemeindeteil der Gemeinde Weilersbach im Landkreis Forchheim (Oberfranken, Bayern).

## Geografie

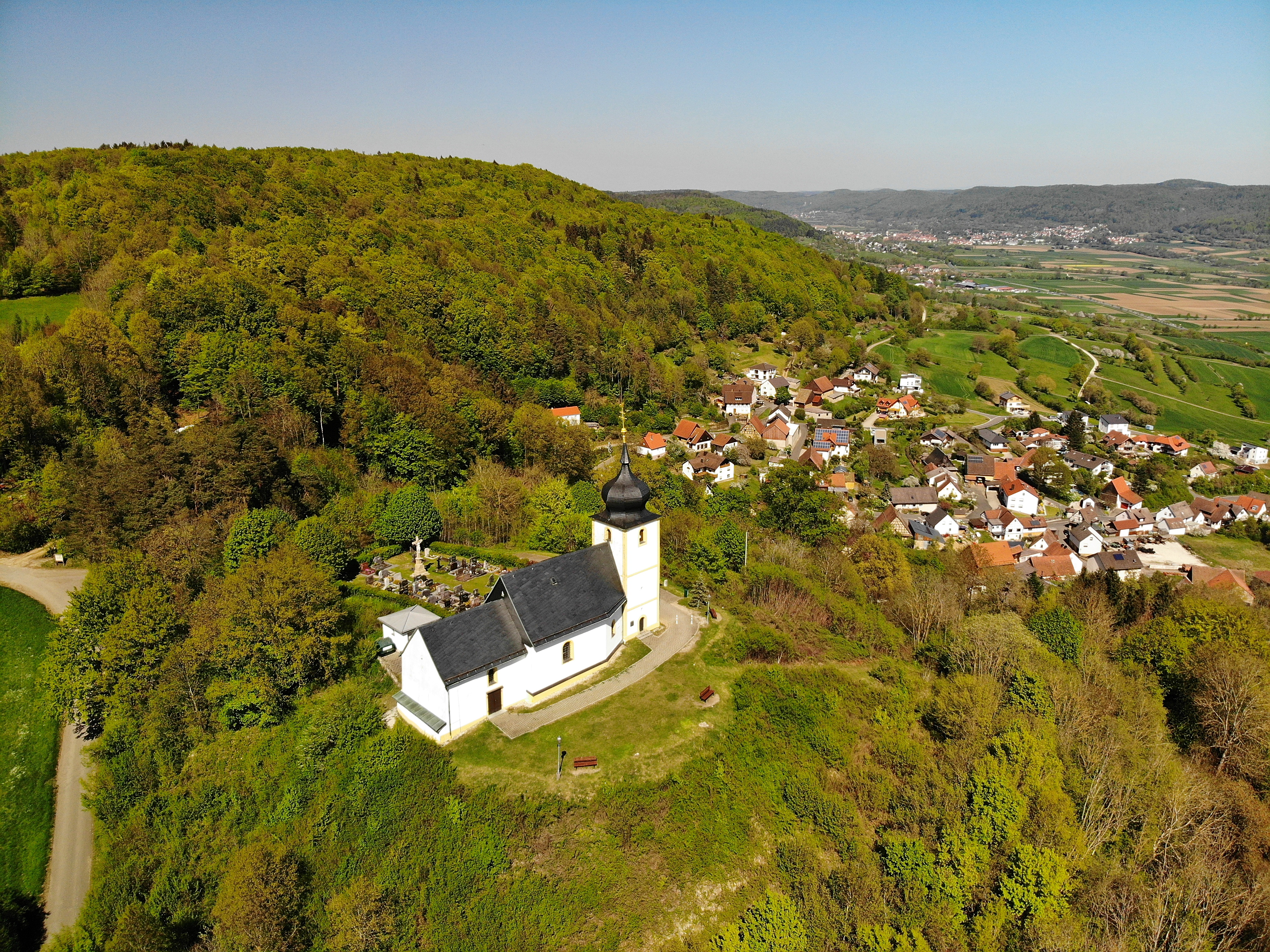
Die katholische Filialkirche „St. Nikolaus“ mit Reifenberg.

Das am Ostrand des Erlanger Albvorlandes gelegene Kirchdorf befindet sich etwa zwei Kilometer ostnordöstlich des Ortszentrums von Unterweilersbach auf einer Höhe von 384 m ü. NHN.

## Geschichte
Die erste urkundliche Erwähnung des Ortes war im Jahr 1145, als über die Ortsgründung durch eine Adelsfamilie „de Reiffenberg“ berichtet wurde. Bis zum Beginn des 19. Jahrhunderts unterstand Reifenberg der Landeshoheit des Hochstifts Bamberg. Die Dorf- und Gemeindeherrschaft wurde vom Amt Forchheim als Vogteiamt ausgeübt. Auch die Hochgerichtsbarkeit stand diesem Amt in seiner Rolle als Centamt zu.
Als das Hochstift Bamberg infolge des Reichsdeputationshauptschlusses 1802/03 säkularisiert und unter Bruch der Reichsverfassung vom Kurfürstentum Pfalz-Baiern annektiert wurde, wurde Reifenberg Bestandteil der während der napoleonischen Flurbereinigung gewaltsam in Besitz genommenen neubayerischen Gebiete.
Durch die Verwaltungsreformen zu Beginn des 19. Jahrhunderts im Königreich Bayern wurde Reifenberg mit dem Zweiten Gemeindeedikt 1818 eine Ruralgemeinde. Im Zuge der Gebietsreform in Bayern wurde Reifenberg am 1. Juli 1970 Bestandteil der Gemeinde Weilersbach.

## Verkehr
Eine südöstlich des Ortes von der Bundesstraße 470 abzweigende Gemeindeverbindungsstraße führt zum Dorf und endet am nordwestlichen Ortsrand an einem kleinen Wanderparkplatz. Vom ÖPNV wird das Dorf an einer Haltestelle der Buslinie 236 des VGN etwas weniger als einen Kilometer südöstlich des Ortes bedient. Der nächstgelegene Bahnhof an der Wiesenttalbahn befindet sich in Pretzfeld.
Durch den Ort verläuft der Fränkische Marienweg.

## Baudenkmäler

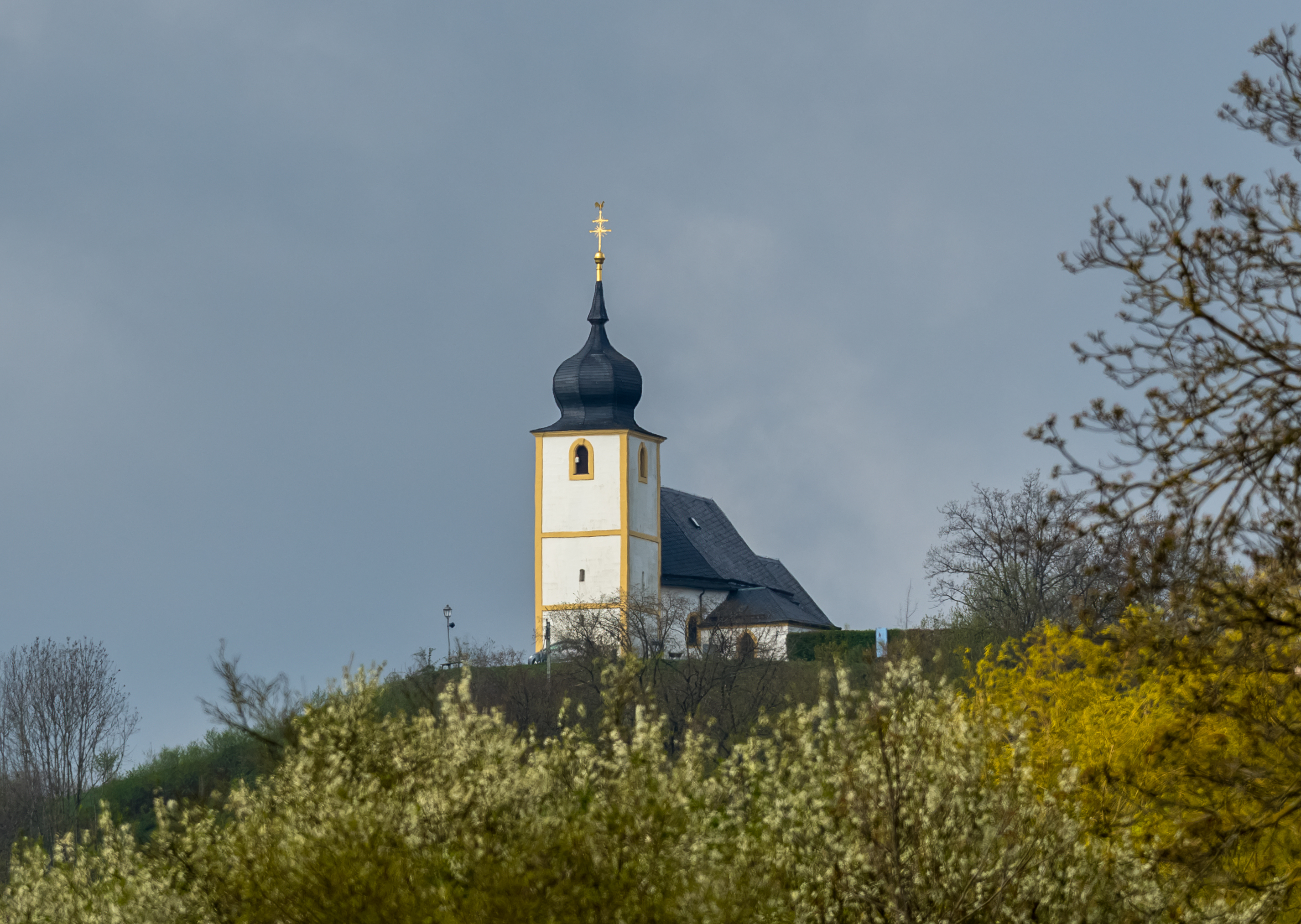
Die oberhalb des Dorfes gelegene katholische Filialkirche „St. Nikolaus“

In und um Reifenberg gibt es sieben denkmalgeschützte Objekte, darunter die katholische Filialkirche St. Nikolaus ein wenig abseits oberhalb des Dorfes.